# Edixon Perea
Edixon Perea Valencia (Cali, Valle del Cauca; 20 de abril de 1984) es un exfutbolista colombiano. Jugaba como delantero.

## Trayectoria

### Atlético Nacional
Perea jugó 29 partidos en la temporada 2005 para Atlético Nacional. Fue uno de los jugadores que ayudó a la Selección Colombia juvenil a alcanzar el tercer lugar en el Campeonato Mundial de la FIFA en el 2003. Ha sido convocado en repetidas ocasiones para la Selección Colombiana de Mayores, participando así en varias Copas América, así como en la fase clasificatoria para el Mundial de 2006.

### Deportivo Cali
Para el 2013 es fichado por el Deportivo Cali, equipo de Colombia. Con el Deportivo Cali anota su primer gol con el club el 17 de febrero de 2013 frente al Deportivo Pasto gol que significaba el triunfo parcial de su equipo 1-0, tuvo algunas oportunidades más pero no logró concretarlas y el partido terminó 2-2.
Logra su tercer tanto en la última fecha de la Liga Postobón 2013-I frente a Envigado FC 0-1 que significaba la victoria parcial de su equipo, el partido terminó 1-2 a favor de la escuadra de Perea. Terminando la campaña anota el 1-1 frente a Once Caldas en el minuto 88 llegando a 4 goles en el torneo y terminando como cuarto goleador del equipo en el torneo.

### América de Cali
Para la temporada 2016 llega al América de Cali después de un largo tiempo sin jugar en el fútbol colombiano con la ilusión de conseguir el tan anhelado ascenso para el equipo escarlata, con un bajo rendimiento solo juega un partido contra Bogotá FC y no marca ningún gol.

## Selección de Colombia
Ha sido internacional con la selección colombiana en 26 ocasiones y convirtió 9 goles, donde se destaca su convocatoria a la Copa América 2004 y a la Copa América 2007 y también participó en las Eliminatorias a Alemania 2006 y Sudáfrica 2010.

### Goles con la Selección Colombia
| # | Fecha                 | Sede                                         | Rival         | Marcador | Resultado | Competición                                                      |
| - | --------------------- | -------------------------------------------- | ------------- | -------- | --------- | ---------------------------------------------------------------- |
| 1 | 9 de julio de 2004    | Estadio Nacional, Lima, Perú                 | Bolivia       | 0 – 1    | 0–1       | Copa América 2004                                                |
| 2 | 15 de enero de 2005   | Memorial Coliseum, Los Ángeles, EE. UU.      | Corea del Sur | 1 – 2    | 1–2       | Amistoso                                                         |
| 3 | 23 de febrero de 2005 | Estadio Banorte, Culiacán, México            | México        | 1 – 1    | 1–1       | Amistoso                                                         |
| 4 | 4 de junio de 2005    | Metropolitano, Barranquilla, Colombia        | Perú          | 0 – 5    | 0–5       | Clasificación de Conmebol para la Copa Mundial de Fútbol de 2006 |
| 5 | 25 de marzo de 2007   | Orange Bowl, Miami, EE. UU.                  | Suiza         | 0 – 1    | 1–3       | Amistoso                                                         |
| 6 | 23 de junio de 2007   | Metropolitano, Barranquilla, Colombia        | Ecuador       | 3 – 1    | 3–1       | Amistoso                                                         |
| 7 | 2 de julio de 2007    | Estadio José Pachencho, Maracaibo, Venezuela | Argentina     | 0 – 1    | 4–2       | Copa América 2007                                                |
| 8 | 6 de febrero de 2008  | Estadio Centenario, Montevideo, Uruguay      | Uruguay       | 0 – 1    | 2–2       | Amistoso                                                         |
| 9 | 6 de febrero de 2008  | Estadio Centenario, Montevideo, Uruguay      | Uruguay       | 0 – 2    | 2–2       | Amistoso                                                         |

### Participaciones enCopas América
| Torneo                 | Sede                   | Resultado              | PJ | GA | Asis |
| ---------------------- | ---------------------- | ---------------------- | -- | -- | ---- |
| Copa América 2004      | Perú                   | Cuarto lugar           | 5  | 1  | 0    |
| Copa América 2007      | Venezuela              | Fase de grupos         | 2  | 1  | 0    |
| Total en Copas América | Total en Copas América | Total en Copas América | 7  | 2  | 0    |

### Participaciones enEliminatorias al Mundial
| Eliminatoria                            | Sede del Mundial       | Posición               | Resultado              | PJ | GA | Asis |
| --------------------------------------- | ---------------------- | ---------------------- | ---------------------- | -- | -- | ---- |
| Eliminatorias Mundial de Alemania 2006  | Alemania               | 6°lugar 24pts          | Eliminado              | 5  | 1  | 0    |
| Eliminatorias Mundial de Sudáfrica 2010 | Sudáfrica              | 7°lugar 23pts          | Eliminado              | 2  | 0  | 0    |
| Total en Eliminatorias                  | Total en Eliminatorias | Total en Eliminatorias | Total en Eliminatorias | 7  | 1  | 0    |

## Clubes
| Club                  | País                | Temporada           | Partidos | Goles |
| --------------------- | ------------------- | ------------------- | -------- | ----- |
| Atlético Huila        | Colombia            | 2001 - 2002         | 24       | 6     |
| Deportes Quindio      | Colombia            | 2002                | 18       | 4     |
| Deportivo Pasto       | Colombia            | 2003                | 9        | 1     |
| Atlético Nacional     | Colombia            | 2003 - 2005         | 86       | 38    |
| Girondins de Bordeaux | Francia             | 2005 - 2008         | 42       | 3     |
| Gremio                | Brasil              | 2008 - 2010         | 42       | 13    |
| Las Palmas            | España              | 2010 - 2011         | 10       | 0     |
| Cruz Azul             | México              | 2011 - 2012         | 29       | 10    |
| Changchun Yatai       | China               | 2012                | 12       | 2     |
| Deportivo Cali        | Colombia            | 2013                | 25       | 4     |
| Budapest Honvéd       | Hungría             | 2013 - 2015         | 18       | 2     |
| América de Cali       | Colombia            | 2016                | 3        | 0     |
| Total en su carrera   | Total en su carrera | Total en su carrera | 321      | 83    |

## Palmarés

### Campeonatos nacionales
| Título          | Club                  | País     | Año  |
| --------------- | --------------------- | -------- | ---- |
| Torneo Apertura | Atlético Nacional     | Colombia | 2005 |
| Copa de la Liga | Girondins de Bordeaux | Francia  | 2007 |